# Родна кућа Милана Коњовића
Родна кућа Милана Коњовића, славног српског сликара, налази се у Сомбору, у Улици Вељка Петровића, у старом језгу града, преко пута куће књижевника Вељка Петровића. Кућа је саграђена 1850. године и сачуван јој је тадашњи изглед.

## Историјат
Чувена породица Коњовић доселила се у сеоби Срба под Арсенијем III Чарнојевићем 1690. године из околине Пећи, прво у Жедник а онда у Сомбор. Породица се овде разгранавала, остављајући трагове у градској повесници, на свим пољима стваралаштва. У мноштву великана издваја се сликар Милан Коњовић.
У овој кући је маестро рођен и у њој је провео рано детињство све до 1912. године када се породица преселила у нову двоспратну кућу на Главној улици.

## Милан Коњовић
Милан Коњовић је рођен у Сомбору, 28. јануара 1898. године. Прве пејзаже насликао је још 1914. године као ученик гимназије. Године 1919. се уписује на Академију ликовних уметности у Прагу. Након два семестра студије наставља самостално. Чешки сликар Јан Зрзави га упућује на студирање Леонарда, потом одлази у Беч, да би 1923 године уследила студијска путовања у Минхен, Берлин и Дрезден. У Париз је стигао 1924. године и остаје до 1932. године, до свог коначног повратка у Сомбор. У Паризу постиже запажене успехе самосталним изложбама, као и учествовањем на изложбама Париских салона. 
Учествовао је на преко 300 самосталних и око 700 групних изложби у земљи и иностранству. За редовног члана Војвођанске академије наука и уметности изабран је 1979. године, за дописног члана Југословенске академије знаности и умјетности 1986. године, а за редовног члана Српске академије наука и уметности 1992. године. Добитник је бројних значајних награда и признања.
Умро је у Сомбору 20. октобра 1993. године.

## Изглед куће
Приземна кућа Давида Коњовића, оца сликара Милана Коњовића изграђена је 1850. године у стилу провинцијског класицизма (елементи са грчких и римских храмова). 
Фасада је артикулисана плитким пиластрима (плитак стуб испуштен на површини зида) са профилисаним капителима. Крајња поља фасаде су истакнута малтерисаним угаоним тесаницима.

## Здање данас
На фасади је камена спомен плоча постављена 1998. године, на стогодишњицу маестровог рођења, са натписом:
```
„ У овој кући рођен је 
Милан Коњовић
, 
28. фебруара
 
1898
". 
```

Архитектура фасаде сачувана је у изворном стилу као што је и оригинална ајнфорт капија.

## Галерија
- Табла са натписом на фасади куће
- Ајнфорт капија